# Liste der Baudenkmale in Groß Luckow
In der Liste der Baudenkmale in Groß Luckow sind alle denkmalgeschützten Bauten der vorpommerschen Gemeinde Groß Luckow und ihrer Ortsteile aufgelistet. Grundlage ist die Veröffentlichung der Denkmalliste des Kreises Uecker-Randow mit dem Stand vom 1. Februar 1996. 

## Baudenkmale nach Ortsteilen

### Groß Luckow
| ID | Lage                        | Bezeichnung | Beschreibung | Bild |
| -- | --------------------------- | --- | --- | --- |
|    | Dorfstraße 7/8/9/10 (Karte) | Landarbeiterhaus mit Stall | | |
|    | Dorfstraße 49 (Karte)       | Schule | | |
|    | Dorfstraße 74 (Karte)       | Bauernhaus mit Scheune | | |
|    | Dorfstraße                  | Pumpenhaus | | |
|    | Dorfstraße (Karte)          | Schrankenwärterhaus | | |
|    | Dorfstraße                  | Wohnhaus (an Zufahrt zu Nr. 53) | | |
|    | Dorfstraße (Karte)          | Wohnhaus (hinter Nr. 53) | | |
|    | (Karte)                     | Friedhof mit Grabmal Gisela Hamann, Grabmal Carl Friedrich Hartwig und Grabmal Elisabeth von Raven | | |
|    | (Karte)                     | Gutsanlage mit Gutshaus, Inspektorenhaus (Dorfstraße 22/23/24), ehem. Waschhaus (Dorfstraße 84/85), ehem. Hühnerhaus? (Dorfstraße 86), Scheune, Speicher, Stall, Stallspeicher sowie Park mit Grabmälern Herbert von Raven und von Raven-Beust und Einfriedung | | Gutsanlage mit Gutshaus, Inspektorenhaus (Dorfstraße 22/23/24), ehem. Waschhaus (Dorfstraße 84/85), ehem. Hühnerhaus? (Dorfstraße 86), Scheune, Speicher, Stall, Stallspeicher sowie Park mit Grabmälern Herbert von Raven und von Raven-Beust und Einfriedung |
|    | (Karte)                     | Kirche | Die Feldsteinkirche stammt aus der zweiten Hälfte des 13. Jahrhunderts. Im Innern steht unter anderem ein Altarretabel aus dem Jahr 1623.                                                                                       | Kirche |
|    |                             | Kriegerdenkmal 1914/18 | Außerhalb des Kirchfriedhofs steht südlich ein Gedenkstein mit dem Relief eines Stahlhelms über gekreuzten Schwertern. Darunter ist die Inschrift zu lesen: „Nimmer wird das Reich zerstöret, / wenn ihr einig seid und treu!“. | Kriegerdenkmal 1914/18 |

## Quelle
- Bericht über die Erstellung der Denkmallisten sowie über die Verwaltungspraxis bei der Benachrichtigung der Eigentümer und Gemeinden sowie über die Handhabung von Änderungswünschen (Stand: Juni 1997)

- Karte mit allen Koordinaten:
- OSM |
- WikiMap